# Belinda McClory
Belinda McClory (* 1968 in Adelaide) ist eine australische Schauspielerin.

## Leben
McClory begann ihre Schauspielkarriere Anfang der 1990er Jahre zunächst mit Gastrollen in australischen Fernsehserien wie Die fliegenden Ärzte. In der kurzlebigen Krimiserie Janus stellte sie die wiederkehrende Rolle der Kirsty Nichols dar. Ihr Spielfilmdebüt hatte sie 1996 im Drama Life; ihre bekannteste Filmrolle spielte sie 1999 als Switch im Kultfilm Matrix. Von der Filmgage konnte sie ihre Eigentumswohnung abbezahlen, bis dahin musste sie ihren Lebensunterhalt durch Nebenjobs bestreiten. Als Matrix in Australien anlief, arbeitete sie an der Kinokasse des Palace Kinos in Sydney und verkaufte Eintrittskarten für den Film, in dem sie mitwirkte. Sie strebte in der Folge eine Karriere in Hollywood an, scheiterte jedoch und kehrte zurück nach Australien, wo sie sich unter anderem als Theaterschauspielerin einen Namen machte. Für ihre Nebenrolle in der australischen Filmkomödie Mullet wurde sie für den AFI Award und den FCCA Award nominiert.
Sie ist mit dem Regisseur Jon Hewitt verheiratet, mit dem sie auch beruflich eine langjährige Zusammenarbeit pflegt; sie verfassen zusammen Drehbücher für dessen Spielfilme. Zwischen 2014 und 2017 wirkte sie in der Rolle der Alice Harvey in der ABC-Krimiserie The Doctor Blake Mysteries mit, die trotz großem Erfolges plötzlich eingestellt wurde.
McClory wird von verschiedenen Synchronsprecherinnen gesprochen, in ihrer bekanntesten Rolle als Switch war dies Anja Godenschweger.

## Filmografie (Auswahl)

### Fernsehen
- 1991: Die fliegenden Ärzte (The Flying Doctors)
- 1994–1999: Blue Heelers
- 2002: All Saints
- 2003: Kath & Kim
- 2013: Miss Fishers mysteriöse Mordfälle (Miss Fisher’s Murder Mysteries)
- 2014–2017: The Doctor Blake Mysteries
- 2017: Glitch

### Film
- 1999: Matrix (The Matrix)
- 1999: Redball
- 2001: Cubbyhouse – Spielplatz des Teufels (Cubbyhouse)
- 2001: Mullet
- 2008: Die Erpresser (Acolytes)
- 2014: Turkey Shoot

## Auszeichnungen
- 2001: AFI-Award-Nominierung in der Kategorie Beste Gastrolle in einem Fernsehdrama für All Saints
- 2002: AFI-Award-Nominierung in der Kategorie Beste weibliche Nebenrolle für Mullet
- 2002: FCCA-Award-Nominierung in der Kategorie Beste weibliche Nebenrolle für Mullet